# Bombardier GT10
Bombardier GT10 – przegubowy tramwaj produkowany przez Bombardiera na licencji firmy Düwag w latach 1984-1986 dla Linzu w liczbie szesnastu sztuk.

## Konstrukcja
GT10 to czteroczłonowy, jednokierunkowy tramwaj, wyposażony w sześcioro harmonijkowych drzwi. Pudło jest osadzone na pięciu dwuosiowych wózkach, z czego trzy są oparte na wózkach Jakobsa. Wóz nie posiada niskiej podłogi. Część mechaniczną dostarczyła firma Rotax, część elektryczną dostarczyła firma Siemens, firma SGP dostarczyła wózki, zaś montaż końcowy wykonano w fabryce Bombardiera w Wiedniu. Wagony te były pierwszymi pojazdami szynowymi w Austrii, które posiadały nową automatyczną jednostkę sterującą pojazdu typu "SIBAS 16" wprowadzoną przez Siemensa, która odpowiadała za układ napędowy, a także posiadała zintegrowany system rejestracji usterek, który można było wykorzystać w sytuacjach awaryjnych.

## Eksploatacja w Linzu
20 grudnia 1984 roku dostarczono pierwszy wagon o numerze bocznym #41. Do eksploatacji został włączony dopiero w 1985 roku. W tym samym roku dostarczono kolejne siedem sztuk, zaś w 1986 roku osiem sztuk. Dostawa tych wagonów pozwoliła na wycofanie ostatnich dwuosiowych wagonów. Dostawa tych wagonów była również związana z przedłużeniem trasy tramwajowej do Auwiesen. Wagony te otrzymały numery 41-56. Wycofanie tego typu wagonów rozpoczęto w 2011 roku w związku z dostawą nowych wagonów tramwajowych typu Cityrunner, zaś w lipcu 2012 roku wycofano ostatnie sztuki o numerach #42, #43, #45 i #50. Na początku sierpnia 2012 roku zezłomowano ostatni egzemplarz o numerze bocznym #50. Żaden egzemplarz z tej serii nie został zachowany do celów muzealnych.